# Villa Pancho
Villa Pancho és una concentració de població designada pel cens dels Estats Units a l'estat de Texas. Segons el cens del 2000 tenia 386 habitants.

## Demografia
Segons el cens del 2000, Villa Pancho tenia 386 habitants, 96 habitatges, i 86 famílies. La densitat de població era de 496,8 habitants per km².
Dels 96 habitatges en un 67,7% hi vivien nens de menys de 18 anys, en un 60,4% hi vivien parelles casades, en un 20,8% dones solteres, i en un 9,4% no eren unitats familiars. En el 7,3% dels habitatges hi vivien persones soles el 2,1% de les quals corresponia a persones de 65 anys o més que vivien soles. El nombre mitjà de persones vivint en cada habitatge era de 4,02 i el nombre mitjà de persones que vivien en cada família era de 4,18.
Per edats la població es repartia de la següent manera: un 42,5% tenia menys de 18 anys, un 12,7% entre 18 i 24, un 27,2% entre 25 i 44, un 13% de 45 a 60 i un 4,7% 65 anys o més.
L'edat mediana era de 23 anys. Per cada 100 dones de 18 o més anys hi havia 85 homes.
La renda mediana per habitatge era de 12.500 $ i la renda mediana per família de 13.472 $. Els homes tenien una renda mediana de 14.625 $ mentre que les dones 11.786 $. La renda per capita de la població era de 5.685 $. Aproximadament el 55,7% de les famílies i el 46,7% de la població estaven per davall del llindar de pobresa.

## Poblacions més properes
El següent diagrama mostra les poblacions més properes.